# 砂漠の鬼将軍
『砂漠の鬼将軍』（さばくのおにしょうぐん、The Desert Fox: The Story of Rommel）は、1951年のアメリカ合衆国の戦争映画。監督はヘンリー・ハサウェイ、出演はジェームズ・メイソンとセドリック・ハードウィックなど。
第二次世界大戦中の北アフリカ戦線で連合軍を苦しめる活躍をし、“砂漠の狐”と異名をとりながらも、ヒトラー暗殺計画に加担したとして悲劇的な最期を遂げたドイツ軍元帥エルヴィン・ロンメルを描いた作品で、実際に北アフリカ戦線でロンメルと戦い、捕虜となったデズモンド・ヤング准将の手記『砂漠の狐ロンメル』を原作とし、ヤングが本人役で出演している。
ロンメル夫人が制作顧問として参加し、夫の遺品を撮影に貸し出している。
ヘンリー・ハサウェイは後に、北アフリカ戦線でのイギリス軍コマンド部隊の活躍を描いた『ロンメル軍団を叩け』を撮っている（ロンメルも登場する）。

## キャスト
| 役名                                        | 俳優                       | 日本語吹替 | 日本語吹替   | 日本語吹替 |
| 役名                                        | 俳優                       | NET版      | フジテレビ版 | PDDVD版    |
| ------------------------------------------- | -------------------------- | ---------- | ------------ | ---------- |
| エルヴィン・ロンメル                        | ジェームズ・メイソン       | 島宇志夫   | 井上孝雄     | 押切英希   |
| カール・シュトローリン                      | セドリック・ハードウィック | 緒方敏也   | 鈴木瑞穂     | 金子達     |
| ロンメル夫人                                | ジェシカ・タンディ         | 水城蘭子   | 水城蘭子     | 林智恵     |
| マンフレート・ロンメル （エルヴィンの息子） | ウィリアム・レイノルズ     |            |              | 松平真之介 |
| アドルフ・ヒトラー                          | ルーサー・アドラー         | 小林和夫   | 滝口順平     | 小島敏彦   |
| ヴィルヘルム・ブルクドルフ                  | エヴェレット・スローン     |            |              | 大塚智則   |
| ゲルト・フォン・ルントシュテット元帥        | レオ・G・キャロル          | 梶哲也     |              | 仲野裕     |
| フリッツ・バイエルライン                    | ジョージ・マクレディ       | 北村弘一   |              |            |
| ハーマン・アルディンガー                    | リチャード・ブーン         |            |              |            |
| クラウス・フォン・シュタウフェンベルク      | エドュアルド・フランツ     |            |              | 大塚智則   |
| 特殊部隊隊長                                | ダン・オハーリー           |            |              |            |
| ヴィルヘルム・カイテル                      | ジョン・ホイト             |            |              | 佐藤じゅん |
| デズモンド・ヤング                          | 本人                       |            |              | 小島敏彦   |
| ナレーター                                  | マイケル・レニー           |            |              | 小島敏彦   |

- NET版：初回放送1969年2月15日『土曜映画劇場』
- フジテレビ版：初回放送1975年6月27日『ゴールデン洋画劇場』
- PDDVD版：制作・株式会社マックスター

※吹替その他、駒谷昌男、武虎、織間雅之、最上嗣生、志摩淳、小浅和大、井口泰之、安芸此葉